# Headstrong
Headstrong er Ashley Tisdales første studioalbum. Albummet har hits som blandt andet "Be Good to Me" og "He Said, She Said", samt 2 nye singler; "Not Like That" og "Suddenly". Albummet blev sendt på gaden den 6. februar 2007 i Canada og USA. Herhjemme blev den aktuel i butikkerne den 25. april 2007.
 Albummet startede på 5. pladsen på den Amerikanske Top 200, og solgte 64.000 på den første uge.
 Dette album lå på 6. pladsen på "Årets Album" i USA i 2007.

## Spor
1. "Intro"(Jack D. Elliot) — 1:04
2. "So Much for You" (Adam Longlands, Lauren Christy, Scott Spock, Graham Edwards) — 3:05
3. "He Said She Said" (Jonathan Rotem, Evan "Kidd" Bogart, Ryan "Alias" Tedder) — 3:08
4. "Be Good to Me" (Kara DioGuardi, David Jassy, Joacim Persson, Niclas Molinder) — 3:33
5. "Not Like That" (Joacim Persson, Niclas Molinder, Pelle Ankarberg, David Jassy, Ashley Tisdale) — 3:01
6. "Unlove You" (Guy Roche, Shelly Peiken, Sarah Hudson) — 3:29
7. "Positivity (Guy Roche, Shelly Peiken, Samantha Jade) — 3:44
8. "Love Me for Me" (Diane Warren) — 3:45
9. "Goin' Crazy" (Joacim Persson, Niclas Molinder, Pelle Ankarberg, Celetia Martin) — 3:09
10. "Over It" (Ashley Tisdale, Bryan Todd, Michael "Smidi" Smith) — 2:54
11. "Don't Touch (The Zoom Song)" (Adam Anders, Nikki Hassman, Rasmus Bille Bahncke, Rene Tromborg) — 3:11
12. "We'll Be Together" (Shelly Peiken) — 4:00
13. "Headstrong" (Adam Longlands, Lauren Christy, Scott Spock, Graham Edwuards) — 3:11
14. "Suddenly" (Janice Robinson, Ashley Tisdale) — 3:39

- Wal-Mart Edition
  - Alle 14 spor fra Standard Edition
  - Bonusspor:

15. "Who I Am"

16. "It's Life"

17. "Be Good to Me" (THC's Scalfati Mixshow)-Ikke på originale Wal-Mart udgivelser

- iTunes Edition
  - Alle sangene fra Standard Edition (uden "Intro")
  - Bonusspor:

14. "I Will Be Me"

15. "He Said She Said" (Karaoke Version)

16. "Be Good to Me" (Karaoke Version)

17. Digital brochure
- Headstrong Pink Cover Edition CD:
  - Alle 14 spor fra Standard Edition
  - Ingen Bonusspor
- There's Something About Ashley DVD:

1. The Life and Times of Ashley Tisdale (45:00) – Følg Ashley gennem proceduren med at lave Headstrong i en 45 minutters ekstramateriale.

2. There's Something About Ashley (11:23) – En tre-sangs musikvideo med "He Said She Said", "Not Like That," og "Suddenly".

- Fold-ud Plakat.
- Specielt armbånd designet af Ashley

## There's Something About Ashley
Main article: There's Something About Ashley

## Eksterne Links
- Ashley Tisdales officielle hjemmeside
- Ashley Tisdales officielle musiske hjemmeside
- Ashley Tisdales MySpace